# موتور حاجی حیدر
موتور حاجی حیدر روستایی در دهستان شورو بخش کورین شهرستان زاهدان استان سیستان و بلوچستان ایران است.

## جمعیت
بر پایه سرشماری عمومی نفوس و مسکن در سال ۱۳۹۵ جمعیت این روستا ۲۲۹ نفر (۶۰خانوار) بوده‌است.